# Jerguš Bača
Jerguš Bača (né le 4 janvier 1965 à Liptovsky Mikulas en Tchécoslovaquie aujourd'hui ville de Slovaquie) est un joueur professionnel de hockey sur glace.

## Carrière

### Carrière en club

#### Les débuts en Europe
Il commence sa carrière professionnelle en 1987 en jouant pour l'équipe du TJ VSŽ Košice qui évolue dans la première division de Tchécoslovaquie, la 1.liga. En 1989-90, il est élu dans l'équipe type de la saison aux côtés de Dominik Hašek, Leo Gudas, Jiří Doležal, Robert Reichel, Jaromír Jágr.
À la suite de cette bonne saison, il est remarqué par les équipes de la Ligue nationale de hockey et lors du repêchage d'entrée de la LNH, il est choisi par les Whalers de Hartford. Il est choisi en tant que 141e joueur, ses compatriotes, Petr Nedvěd et Jágr étant repêchés en première ronde.

#### Carrière en Amérique du Nord
Il va quitter son pays pour rejoindre l'Amérique du Nord mais au lieu de jouer avec les Whalers, il débute dans la Ligue américaine de hockey avec les Indians de Springfield. Il joue tout de même une dizaine de matchs dans la saison avec les Whalers. Malgré tout, il ne va pas réussir à se faire une place dans la LNH et va jouer les saisons suivantes soit dans la LAH soit dans la Ligue internationale de hockey pour les Admirals de Milwaukee.

#### Retour en Europe
Il joue la saison 1994-95 en Suède dans l'Elitserien avec l'équipe de Leksands IF. Lors de la saison suivante, il revient une saison dans la LIH mais finalement en 1996, il signe dans l'Extraliga, la nouvelle ligue élite de République tchèque depuis 1993. Il va jouer un bout de la saison avec le HC Olomouc puis rejoint sa première équipe professionnelle dans l'Extraliga slovaque.
En 1999-2000, il signe pour le club ECR Revier Löwen de la Deutsche Eishockey-Liga avec qui il va évoluer pendant trois saisons avant de signer en 2002 pour l'équipe de sa ville natale. Au cours de la saison, il rejoint brièvement le HC Dukla Trenčín mais pour les saisons suivantes, il joue avec le MHk 32 Liptovský Mikuláš. Il met fin à sa carrière de joueur en 2005 mais il fait son retour avec l'équipe de Liptovský Mikuláš en tant qu'entraîneur adjoint de l'équipe.

### Carrière internationale
Il représente la Tchécoslovaquie lors du championnat du monde 1989. L'équipe finit alors à la quatrième place. Il joue également pour son pays lors de l'édition suivante, avec une nouvelle quatrième place à la clé.
Il est ensuite sélectionné pour jouer avec la Slovaquie lors des jeux Olympiques de 1994, la coupe du monde de 1996, le championnat du monde 1997 et celui de 2002.

## Statistiques
Pour les significations des abréviations, voir Statistiques du hockey sur glace.

### Statistiques en club
| Saison     | Équipe                 | Ligue          |     | Saison régulière | Saison régulière | Saison régulière | Saison régulière | Saison régulière |   | Séries éliminatoires | Séries éliminatoires | Séries éliminatoires | Séries éliminatoires | Séries éliminatoires |
| Saison     | Équipe                 | Ligue          | PJ  | B                | A                | Pts              | Pun              | PJ               | B | A                    | Pts                  | Pun                  |                      |                      |
| 1987-1988  | TJ VSŽ Košice          | 1.liga         |     |                  |                  |                  |                  |                  |   |                      |                      |                      |                      |                      |
| 1988-1989  | TJ VSŽ Košice          | 1.liga         |     |                  |                  |                  |                  |                  |   |                      |                      |                      |                      |                      |
| 1989-1990  | TJ VSŽ Košice          | 1.liga         | 47  | 9                | 16               | 25               |                  |                  |   |                      |                      |                      |                      |                      |
| 1990-1991  | Indians de Springfield | LAH            | 57  | 6                | 23               | 29               | 89               | 18               | 3 | 13                   | 16                   | 18                   |                      |                      |
| 1991-1992  | Whalers de Hartford    | LNH            | 1   | 0                | 0                | 0                | 0                |                  |   |                      |                      |                      |                      |                      |
| 1991-1992  | Indians de Springfield | LAH            | 64  | 6                | 20               | 26               | 88               | 11               | 0 | 6                    | 6                    | 20                   |                      |                      |
| 1992-1993  | Admirals de Milwaukee  | LIH            | 73  | 9                | 29               | 38               | 108              | 6                | 0 | 3                    | 3                    | 2                    |                      |                      |
| 1993-1994  | Admirals de Milwaukee  | LIH            | 67  | 6                | 29               | 35               | 119              | 3                | 1 | 1                    | 2                    | 4                    |                      |                      |
| 1994-1995  | Leksands IF            | Elitserien     | 38  | 2                | 5                | 7                | 50               | 4                | 1 | 1                    | 2                    | 6                    |                      |                      |
| 1995-1996  | Admirals de Milwaukee  | LIH            | 74  | 3                | 12               | 15               | 130              | 5                | 1 | 3                    | 4                    | 8                    |                      |                      |
| 1996-1997  | HC Olomouc             | Extraliga tch. | 52  | 4                | 9                | 13               | 109              |                  |   |                      |                      |                      |                      |                      |
| 1996-1997  | TJ VSŽ Košice          | Extraliga slo. | 7   | 2                | 2                | 4                | 4                |                  |   |                      |                      |                      |                      |                      |
| 1997-1998  | TJ VSŽ Košice          | Extraliga slo. | 44  | 10               | 15               | 25               | 16               |                  |   |                      |                      |                      |                      |                      |
| 1998-1999  | HC Košice              | Extraliga slo. | 53  | 5                | 19               | 24               | 76               |                  |   |                      |                      |                      |                      |                      |
| 1999-2000  | ECR Revier Löwen       | DEL            | 49  | 10               | 7                | 17               | 85               | 12               | 0 | 3                    | 3                    | 16                   |                      |                      |
| 2000-2001  | ECR Revier Löwen       | DEL            | 60  | 5                | 14               | 19               | 94               | 2                | 0 | 0                    | 0                    | 27                   |                      |                      |
| 2001-2002  | ECR Revier Löwen       | DEL            | 58  | 8                | 14               | 22               | 120              |                  |   |                      |                      |                      |                      |                      |
| 2002-2003  | MHk 32 L.M.            | Extraliga slo. | 46  | 3                | 8                | 11               | 44               |                  |   |                      |                      |                      |                      |                      |
| 2002-2003  | HC Dukla Trenčín       | Extraliga slo. | 6   | 2                | 0                | 2                | 10               | 12               | 0 | 4                    | 4                    | 14                   |                      |                      |
| 2003-2004  | MHk 32 L.M.            | Extraliga slo. | 53  | 3                | 6                | 9                | 61               | 4                | 0 | 0                    | 0                    | 8                    |                      |                      |
| 2004-2005  | MHk 32 L.M.            | Extraliga slo. | 50  | 2                | 9                | 11               | 109              | 5                | 1 | 0                    | 1                    | 12                   |                      |                      |
| Totaux LNH | Totaux LNH             | Totaux LNH     | 899 | 95               | 237              | 332              | 1312             | 82               | 7 | 34                   | 41                   | 135                  |                      |                      |

### Statistiques en équipe nationale
| Année  | Équipe          | Édition                 | PJ | B | A | Pts | +/- | Pun | Résultat                    |
| ------ | --------------- | ----------------------- | -- | - | - | --- | --- | --- | --------------------------- |
| 1989   | Tchécoslovaquie | Championnat du monde    | 10 | 1 | 1 | 2   | 2   | 14  | 3e place                    |
| 1990   | Tchécoslovaquie | Championnat du monde    | 8  | 0 | 0 | 0   |     | 16  | 3e place                    |
| 1994   | Slovaquie       | Jeux olympiques d'hiver | 8  | 1 | 2 | 3   |     | 10  | 6e place                    |
| 1996   | Slovaquie       | Coupe du monde          | 3  | 1 | 0 | 1   | -3  | 6   | Élimination au premier tour |
| 1997   | Slovaquie       | Championnat du monde    | 8  | 0 | 2 | 2   | -7  | 4   | 8e place                    |
| 2002   | Slovaquie       | Championnat du monde    | 9  | 0 | 1 | 1   | 2   | 10  | Médaille d'or               |
| Totaux | Totaux          | Totaux                  | 46 | 3 | 6 | 9   | -6  | 60  |                             |